# Duncan Walker
Duncan Walker (Glasgow, 24 novembre 1896 – 20 agosto 1961) è stato un calciatore scozzese, di ruolo attaccante.

## Palmarès

### Individuale
- Capocannoniere della Scottish Division One: 1

1921-1922 (45 gol)